# Оккам, Уильям
Уи́льям О́ккам (лат. Gulielmus Occamus, Уи́льям О́ккамский, англ. William of Ockham; ок. 1285, Оккам, графство Суррей, Англия — 1347, Мюнхен, герцогство Бавария, Священная Римская империя) — английский философ, францисканский монах из Оккама, маленькой деревни в графстве Суррей в Южной Англии. Сторонник крайнего номинализма, считал, что существует только индивидуальное, а универсалии существуют только благодаря абстрактному мышлению в человеческом уме, а помимо этого не обладают никакой метафизической сущностью. Считается одним из отцов современной эпистемологии и современной философии в целом, а также одним из величайших логиков всех времён.

## Биография
Оккам слушал в Оксфорде францисканца-схоластика Дунса Скота, затем преподавал теологию и философию в Париже. Выступил противником папской власти, признавая папу подчинённым в мирских делах — государям, а в духовных — всей церкви, и отрицая светскую власть папы. Призванный, за публичное распространение этих мнений, к папскому суду в Авиньон (в 1322 году), он был заключён под стражу, но в 1328 году бежал в Германию, под покровительство императора Людвига Баварского. Подобно другим знаменитым схоластикам, Оккам получил от своих учеников почётные названия Doctor invincibilis (непобедимый), Doctor singularis (единственный), Inceptor venerabilis (почтенный кандидат; так как не достиг учёного звания богослова, но оставался «inceptor», то есть начинающим).
Из многочисленных учеников и последователей Оккама особую известность приобрели французские мыслители Жан Буридан (ок. 1300—1358) и Пётр д’Альи (1350—1425).

## Учение

Quaestiones in quattuor libros sententiarum

Сделал радикальные выводы из тезиса о свободной, ничем не ограниченной воле Творца.
Если воля Бога, согласно Дунсу Скоту, свободна лишь в выборе возможностей (Идей), предсуществующих независимо от воли в Божественном мышлении, то, по Оккаму, абсолютная свобода Божественной воли означает, что в акте творения она не связана ничем, даже идеями. Оккам отрицает существование универсалий в Боге; их не существует и в вещах. Так называемые идеи суть не что иное, как сами вещи, производимые Богом. Нет идей видов, есть только идеи индивидов, поскольку индивиды — единственная реальность, существующая вне ума, как Божественного, так и человеческого. Исходным пунктом познания мира является знание об индивидах.
Единичное не может познаваться с помощью общих понятий, оно является объектом непосредственного созерцания. Богу свойственна интеллектуальная интуиция идей, соответствующих индивидам, человеку — интуитивное познание индивидуальных вещей в чувственном опыте. Интуитивное познание предшествует абстрактному. Последнее возможно не потому, что в самих вещах есть «чтойности», то есть концептуально постижимые свойства или характеристики. Реально существующая вещь есть лишь «это», неделимая единица, лишенная определений. Понятия формируются в уме познающего субъекта на основе чувственного восприятия вещей.
Универсалии суть знаки в уме, сами по себе они являются единичными, а не общими, сущностями. Их универсальность заключается не в их бытии, а в их обозначающей функции. Универсалии-знаки подразделяются Оккамом на естественные и условные. Естественные знаки — это понятия (представления, мысленные образы) в уме, относящиеся к единичным вещам. Естественные знаки предшествуют словесным выражениям — условным знакам. Естественный знак представляет собой некий вымысел (фикцию), иными словами, качество, существующее в уме и обладающее от природы способностью обозначать. Оккам различает среди естественных знаков первые и вторые интенции ума. Первая интенция — это понятие (мысленное имя), приспособленное самой природой для того, чтобы подставляться вместо вещи, не являющейся знаком. Вторые интенции суть понятия, обозначающие первые интенции.
Логическое обоснование номиналистической концепции дано Оккамом в теории суппозиций (подстановок), которая объясняет, каким образом использование в языке общих терминов может быть совмещено с отрицанием реального существования универсалий. Оккам выделяет три типа суппозиций: материальную, персональную и простую. Только при персональной подстановке термин выполняет обозначающие функции, замещая (обозначая) вещь, то есть нечто единичное. При двух других термин ничего не обозначает. При материальной подстановке термин подставляется вместо термина. Например, в высказывании «человек есть имя» термин «человек» не обозначает конкретного человека, а означает слово «человек», то есть указывает на себя как на термин. При простой подстановке термин подставляется вместо понятия в уме, а не вместо вещи. Термин «человек» в высказывании «человек есть вид» отнюдь не обозначает какой-либо общей (видовой) сущности человека, которая обладала бы реальным существованием; он замещает видовое понятие «человек», наличное лишь в уме познающего субъекта. Поэтому использование общих терминов не обязывает к признанию реальности сущностей-универсалий.
Отсутствие общего в единичных вещах исключает реальное существование отношений и каких-либо закономерностей, в том числе причинности. Поскольку знание о мире формируется на основе общих понятий, о нём возможно только вероятное, но не достоверное знание.
В номинализме Оккама отрицается основная предпосылка схоластической философии — убеждение в рациональности мира, наличие некоего рода изначальной гармонии слова и бытия. Бытийные и концептуальные структуры отныне противопоставляются друг другу: бытием обладает только единичное, рационально невыразимое «это», смысловые же определённости, фиксируемые общими понятиями, не имеют места вне ума. Поскольку бытие больше не связано со смысловым значением слов, схоластическое исследование бытия, основанное на анализе слов и их значений, становится беспредметным. Появление доктрины Оккама знаменовало конец средневековой схоластической философии (хотя схоластические штудии продолжались в XV—XVI веках).

## Труды

### Философия и теология
- Scriptum in quatuor libris Sententiarum. Quaestiones in II, III, IV Sententiarum (1319 - 1323).
- Expositio aurea super totam artem veterem: Expositio super Porphyrium; Expositio super Librum Praedicamentorum; Expositio super duos Libros Perihermeneias; Expositio super duos Libros Elenchorum (ок. 1318).
- Summula philosophiae naturalis (1319-1321).
- Tractatus de praedestinatione et praescientia Dei et de futuris contingentibus (1318 - 1323).
- Logica maior или Summa logicae (1324 - 1328).
- Elementarium logicae или Logica media.
- Logicae tractatus minor.
- Expositio super libros elenchorum.
- Quaestiones in octo libros physicorum, (1327).
- Philosophia naturalis sive summulae in octo libros physicorum (1324).
- De successivis.

### Религия
- Questiones earumque decisiones.
- Quodlibeta septem (после 1327).
- Tractatus de corpore Christi o Tractatus primus de quantitate (ок. 1323).
- Tractatus de Sacramento Altaris или Tractatus secundus de quantitate (ок. 1323).
- Centiloqium theologicum.
- De principiis theologiae.

### Политика
- Opus nonaginta dierum (1330-1332).
- Contra Johannem XXII.
- Compendium errorum Johannis papae XXII.
- Tractatus contra Benedictum.
- An princeps, pro suo succursu, scilet guerrae, possit recipere bona ecclesiarum, etiam invito papa (1338 или 1339).
- Dialogus inter magistrum et discipulum de imperatorum et pontificum potestate или Dialogus in tres partes diatinctus (1342-43).
- Breviloquium de principatu tyrannico super divina et humana, specialiter autem super imperium et subjetos imperio a quibusdam vocatis summis pontificibus usurpato (1339 - 1340).
- Epistola defensoria.
- Epistola ad Frates Minores.
- Octo quaestionum decisiones super potestatem Summi Pontificis (ок. 1339).
- De jurisdictione imperatoris in causis matrimonialibus.
- De imperatorum et pontificum potestate (1346–1347).
- De electione Caroli IV.

## Память об Оккаме
В городе Мюнхене есть небольшая улица, носящая имя Уильяма Оккама — Occamstrasse.